# Palais Stoclet
Das Palais Stoclet ist eine von 1905 bis 1911 im Stil der Wiener Secession erbaute Villa in Woluwe-Saint-Pierre in der Region Brüssel-Hauptstadt. Architekt war Josef Hoffmann; von Gustav Klimt stammt der Stoclet-Fries.
Der Bauherr war der wohlhabende Unternehmer Adolphe Stoclet (1871–1949), Sohn von Victor Stoclet (1843–1904) und dessen Frau Anne Kitty geb. Caspers (1842–1908). Er war verheiratet mit Suzanne Stevens (1874–1960). Ihr Sohn Jacques (1903–1961) bekam mit Anny Geerts (1907–2002) vier Töchter: Catherine, Dominique, Aude und Nèle (1944–2012).
Adolphe Stoclet beauftragte Hoffmann, der anfangs auch noch mit dem Bau des Sanatoriums Purkersdorf bei Wien beschäftigt war, gemeinsam mit der für die künstlerische Ausgestaltung zuständigen Wiener Werkstätte, ein Gesamtkunstwerk zu schaffen. Am sehr aufwändigen Gesamtkonzept waren dann neben Klimt zahlreiche weitere Wiener Künstler (u. a. Carl Otto Czeschka, Ludwig Heinrich Jungnickel, Emilie Schleiss-Simandl, Richard Luksch, Elena Luksch-Makowsky und Franz Metzner) beteiligt.
Gustav Klimt wurde in diesem Rahmen mit einem von der Mosaikwerkstätte Leopold Forstner gemeinsam mit Spezialisten auszuführenden Fries (dem in der Kunstgeschichte so genannten Stoclet-Fries) für den Speisesaal des Palais beauftragt. Klimt schuf die ersten Entwürfe bereits 1905, änderte aber sein Konzept später und zeichnete im Sommer 1908 in seiner Sommerresidenz am Attersee die Übertragungszeichnungen in Originalgröße (heute im Wiener Museum für angewandte Kunst). 1909 begannen Wiener Spezialisten, die Materialien für die Übertragung auszuprobieren. 1911 war Klimt bei der Übertragung seines Entwurfs auf die Wände des Speisesaals des Palais’ anwesend.
Für die Ausführung des Palais Stoclet wurden überwiegend kostbare Materialien verwendet, wie etwa norwegischer Turilimarmor für die Außenwände und gelbbrauner italienischer Paonazzomarmor bei den Innenwänden. Vom belgischen Künstler George Minne stammen einzelne Skulpturen und Plastiken sowie von Fernand Khnopff farbige Zeichnungen für das Musikzimmer. Hoffmann fasste die einzelnen kubischen Baukörper, aus denen er die reich gegliederte Anlage zusammensetzte, mit goldbronzenen Leisten ein, wodurch der Eindruck einer schwerelosen Plattenmontage geschaffen wird. Das Palais Stoclet gilt gemeinhin als das Meisterwerk von Hoffmann.
Am 4. Oktober 1955 wurde in einem feierlichen Akt das 50-jährige Bestehen des Palais Stoclet gefeiert. Hieran nahm der fast 85-jährige Josef Hoffmann als Gast des neuen Hausherrn Jacques Stoclet teil.
Das Palais beeinflusste stilistisch unter anderem den Pariser Architekten Robert Mallet-Stevens, einen Neffen der Gattin von Adolphe Stoclet.
Seit Ende Juni 2009 ist das Palais Stoclet Teil des UNESCO-Welterbes. Es ist nach wie vor in Privatbesitz und nicht öffentlich zugänglich.
2012 publizierte Tobias G. Natter in dem von ihm herausgegebenen Klimt-Gemäldeverzeichnis erstmals und im Detail auf rund 80 Seiten Fotografien des Stocletfrieses in Farbe.